# 트래비스 캘러닉
트래비스 코델 캘러닉(영어: Travis Cordell Kalanick, 1976년 8월 6일 ~ )은 미국의 기업인이다. 운송 네트워크 서비스 회사 우버(Uber)의 창립자, 경영자로 알려져 있다.

## 생애와 경력
트래비스 캘러닉은 1976년 로스앤젤레스에서 태어났다. 후배에게 수학을 가르쳐준 것을 계기로 18세 때 보습학원을 차렸다. 캘리포니아 대학교 로스앤젤레스에서 컴퓨터 공학과 사업 경제학을 전공했으나, 재학 시절 창업 실패의 후유증 때문에 중퇴했다.
대학에서 나온 캘러닉은 22세 때 스코워(Scour)라는 이름의 P2P 서비스 사업을 시작했다. 불행히도 이 사업은 2000년 방송국과 영화사에서 대형 소송을 제기해 회사를 접게 되었다. 그러나 이에 굴하지 않고 또 다시 레드스우시(Red Swoosh)라는 회사를 설립했는데, 이 회사는 방송국과 영화사들이 합법적으로 자료를 공유하게 하는 서비스를 제공했다. 2007년에는 레드스우시를 2300만 달러를 받고 네트워크 컴퓨팅 기업 아카마이 테크놀로지스에 매각했다. 이후 아카마이에서 약 1년간 P2P 서비스 담당자로 근무했다.
힘든 시기를 보냈던 캘러닉은 이즈음 우디 앨런 감독의 영화 《내 남자의 아내도 좋아》(Vicky Christina Barcelona)를 보고는 “저렇게 나이 많은 사람도 여전히 아름다운 예술을 하고 있구나”하며 감탄했고, 사업가로 재기했다. 2008년 콘퍼런스에서 스텀블어폰(StumbleUpon)의 창업자 개릿 캠프를 만나 우버를 공동창업하게 된다. 우버의 창업 이후 그는 억만장자의 반열에 올라섰다.

## 논란
트럼프 행정부의 경제 자문위원을 맡자 이에 반발한 사용자 20여만명이 서비스를 탈퇴했으며 결국 5일 만에 자문직을 사퇴했다. 우버 기사와 가격인하 정책에 대한 논쟁 중 막말을 한 동영상이 공개되며 논란이 되기도 했다.